# 블레즈 파스칼
블레즈 파스칼(프랑스어: Blaise Pascal [blɛz paskal], 1623년 6월 19일~1662년 8월 19일)은 프랑스의 심리학자, 수학자, 과학자, 신학자, 물리학자, 발명가, 작가, 철학자, 통계학자이다. 블레즈 파스칼은 흔히 과학자나 수학자로 알려져 있지만, 사실 그는 철학과 신학에 더 많은 시간을 투자했다. 블레즈 파스칼 주요 저서는 팡세, 시골 벗에게 부치는 편지 등이 있다.

## 파스칼의 인생

### 신동
블레즈 파스칼은 1623년 6월 19일 프랑스 클레르몽페랑 지방에서 루앙의 세무공무원 에티엔 파스칼(프랑스어: Étienne Pascal)의 아들로 태어났다. 파스칼은 어려서부터 수학에 비상한 면모를 보이기 시작하였으나, 몸이 허약하였으므로 줄곧 집에서만 시간을 보냈다. 아버지 에티엔은 파스칼의 교육에 매우 관심 두었다. 어린 파스칼에게 기성 지식보다 자연현상에 관심 두도록 하였다. 그는 수학을 가르치지 않았지만, 파스칼은 수학에 오히려 흥미를 느꼈고, 가정교사에게 기하학에 관해 지속적으로 질문했고, 남는 시간에 수학을 공부하곤 하였다.
파스칼은 12세 때 삼각형의 내각의 합이 180도라는 사실을 오직 스스로 힘으로 발견하여 주위 사람을 놀라게 하였다. 이를 계기로 에티엔은 어린 파스칼에게 에우클레이데스의 기하학 원론을 주고 기하학 공부를 계속하게 격려한 이후 블레즈 파스칼은 신동이라는 말이 아깝지 않은 면모를 수학 분야에서 현로하였다. 13세 때는 블레즈 파스칼의 삼각형을 발형했고 14세 때는 현재는 프랑스 학술원이 된 프랑스 수학자 단체의 주 정기 회동에 참가하였다. 16세 때는 사영기하학의 기초가 되는 블레즈 파스칼의 정리를 증명하였고 17세 때는 블레즈 파스칼의 정리를 이용하여 명제 400개를 유도하였다. 19세에는 회계사인 아버지의 일을 돕고자 최초 계산기인 파스칼 계산기을 발명하였다. 21세 때는 수은기둥을 사용한 일련의 실험으로 유체정역학의 기초를 다지는 파스칼의 법칙을 정립하기도 하여 블레즈 파스칼은 진정한 신동의 양태를 현로하였다.

### 도박을 함
블레즈 파스칼이 "수학사에서 가장 위대한 인물이 될 뻔한 사람"이라고 불리는 이유는, 그가 종교상 고찰에 정신을 집중하여 천착하였으므로 27세 때는 수학과 과학 연구를 중단하였기 때문이다. 블레즈 파스칼이 살던 17세기는 유럽에서 기독교의 여러 종류가 생겨나고 서로 논쟁하던 때이다. 3년간 연구를 중단했던 블레즈 파스칼은 수학의 세계로 돌아와 "수삼각형론"을 재작성하였고 유체의 압력을 주제로 하여 여러 가지를 실험하면서 수학상 재능을 재발휘할 때 노련하고 탁월한 도박꾼 슈발리에 드 메레(Chevalier de Méré), 본명은 앙투안 공보(Antoine Gombaud)로부터 어떤 게임에서 점수를 매기다가 중단된 경우 상금을 배분하는 문제를 해결하고자 당시 유능한 수학자였던 블레즈 파스칼에게 문의하였었다. 점수분배 문제(Problem of points)는 일정한 점수를 따면 그 딴 쪽이 상금을 타는 경기에서 한 쪽이 이기고 있는데 부득이한 사정으로 경기가 중단되는 때 상금을 배분하는 방법이다. 블레즈 파스칼은 당대 또다른 천재 수학자 페르마와 서신을 주고받으면서 이 문제를 해결하는 과정에서 둘은 확률론 기초를 같이 다졌다.

### 마차 사고
그러나, 파스칼이 다시 수학에 재능을 꽃피우려는 순간에 마차 사고가 발생했다. 1654년 말 그는 사두마차를 타고 있었는데, 말의 고삐가 풀려 마차가 다리로 돌진했다. 다행히 그의 생명에는 아무런 지장이 없었지만, 이런 행운은 지독한 신도였던 그가 자기 분석을 하도록 만들었다. 그리고 파스칼은 점점 더 신학에 집착하게 되었다. 이 와중에 그는 유명한 팡세, 시골 친구에게 보내는 편지 등을 저술했고, "인간은 생각하는 갈대이다."라는 유명한 말을 남기기도 하였다.
인간은 자연 가운데서 가장 약한 하나의 갈대에 불과하다. 그러나 그것은 생각하는 갈대이다.— 블레즈 파스칼

### 요절한 천재
블레즈 파스칼은 1658년에 두통에 시달리면서 정신적으로 엄청나게 고통받았다. 두통이 멈추지 않아 잠도 제대로 못 이룰 정도로 고통스럽게 4년을 지냈다. 비록 이 두통을 잊고자 사이클로이드를 연구하여 수학의 발전에 크게 기여하였지만, 1662년 6월, 자기 부정 행위로서 블레즈 파스칼은 천연두에 걸린 가난한 가족에게 집을 내주고 누이의 집에 들어가 지냈고 같은 해 8월 19일 경련 발작으로 그의 찬란하면서도 고통스럽던 생애가 막을 내렸다. 사체를 해부한 결과, 블레즈 파스칼의 위장과 중요 기관들이 정상이 아니었고 뇌에도 심각한 외상이 있었다.

## 주요 업적
파스칼 삼각형과 파스칼 라인이라고 불리는 세계 최초의 계산기를 발명했다. 또한 사이클로이드의 중요한 성질을 증명하였다.

### 파스칼 삼각형
파스칼의 삼각형은 수학에서 이항계수를 삼각형 모양의 기하학적 형태로 배열한 것이다.

### 파스칼의 정리

파스칼의 정리 도해

파스칼의 정리는 사영기하학의 기초가 되는 정리이다.
- 어떤 원뿔 곡선에 내접하는 육각형 ABCDEF의 변을 연장시킬 때, AB와 DE의 연장선의 교점을 M, BC와 EF의 연장선의 교점을 P, CD와 FA의 연장선의 교점을 N이라 하자. 그러면, M, N, P는 모두 한 직선 위에 놓인다.

여기서 M, N, P가 놓이는 직선을 파스칼의 직선(Pascal line)이라 한다.
쌍대 정리로 브리앙숑의 정리가 있으며, 특수한 경우로 파푸스의 육각형 정리가 있다. 파스칼이 16세 때 이 정리를 <원뿔곡선의 시론>을 통해 발표했을 때, 당시의 위대한 철학자인 데카르트가, 그 논문을 파스칼이 직접 쓴 것이 아니라, 그 아버지가 썼을 것이라 생각할 정도로 논문의 수준이 뛰어났다고 한다.

### 파스칼라인

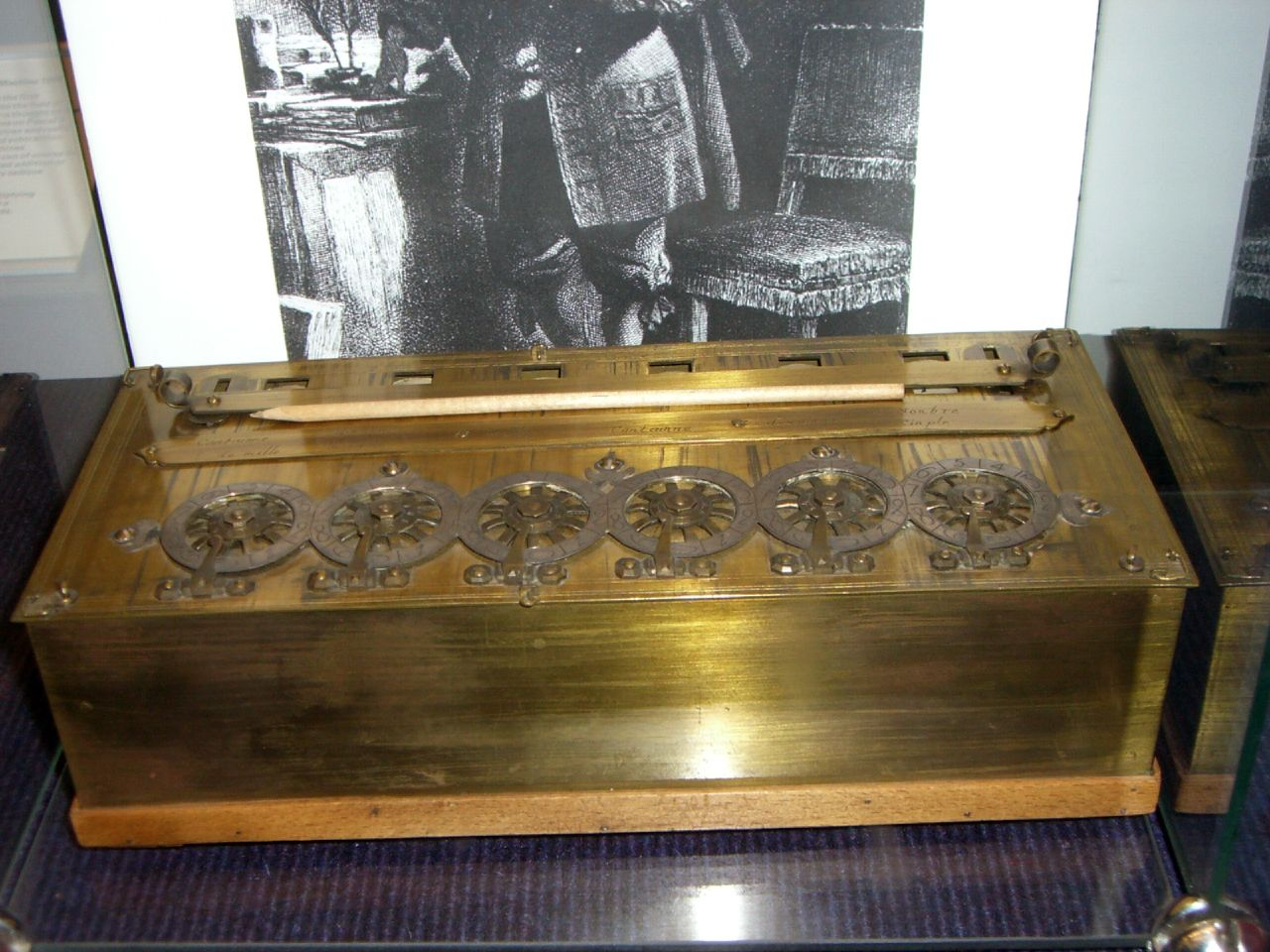
파스칼라인

위의 그림에 보이는 것이 파스칼이 발명한 세계 최초의 계산기이다. 이 계산기는 흔히 파스칼라인이라고 불린다. 파스칼라인은 초기에는 ‘산술기기’ 또는 ‘파스칼의 계산기’라고 불렸는데, 이 최초의 기계식 수동계산기는 덧셈과 뺄셈만이 가능했던 것으로 이 장치는 기어로 연결된 바퀴판들로 덧셈과 뺄셈을 했다. 첫째 바퀴는 첫째 자리의 숫자를, 둘째 바퀴는 둘째 자리의 숫자를, 셋째 바퀴는 셋째 자리의 숫자를 나타낸다. 각각의 바퀴에는 눈금이 열 개씩 있어, 눈금 10개가 모두 돌아가면 다음 자릿수의 바퀴가 돌아간다.

## 과학자로서의 파스칼
파스칼은 물리학에서도 천재성을 발휘했다. 토리첼리의 책을 읽고 기압에 관심을 가지게 되었는데, 토리첼리의 실험을 이용해 진공의 응아재성과 유체정역학의 문제들을 연구했고 중요한 업적을 남겼다. 유체정역학의 기초를 닦은 파스칼의 업적은 후세에 인정받아 압력의 SI단위가 그의 이름을 따라 파스칼(pascal, Pa)이라고 이름 붙여졌다.

### 파스칼의 실험과 진공의 존재성에 관한 문제

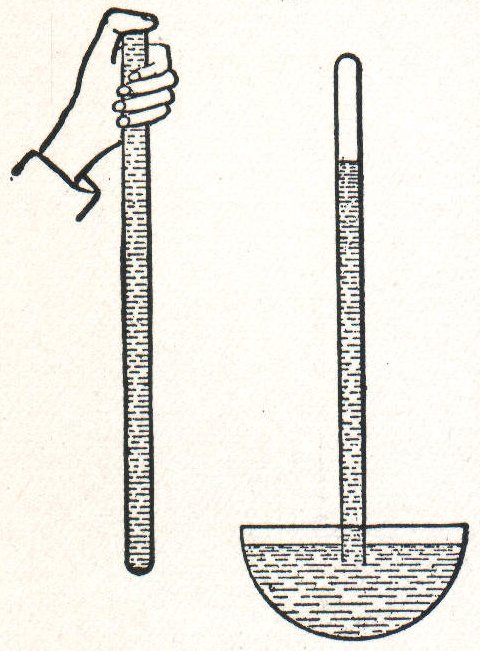
토리첼리가 고안한 수은기압계. 대기압이 높을수록 수은 기둥의 높이가 높아진다.

물 대신 수은을 이용해 같은 실험을 수행했다. 토리첼리는 기압의 영향과 진공의 존재를 주장하며 정확한 해석을 제시했다. 그러나 그의 실험을 재현하지 못한 마랭 메르센은 이를 인정하지 않았다.
한편, 파스칼은 다양한 방법으로 토리첼리의 실험을 하면서 더 명확한 결론을 얻기 위해 노력했다. 그는 1647년 1월과 2월에 루앙의 뛰어난 유리 제작 기술에 힘입어 여러 모양의 관을 이용해 실험할 수 있었다. 어떤 관은 12미터나 되어서 배의 돛대에 고정시켜 실험했다고 한다. 이 실험들은 1647년 봄 파리에 알려져 메르센을 비롯한 여러 과학자들에 의해 행해졌다. 그의 실험들은 1647년 8월에 출간된 《진공에 관한 견해》 (Discours sur le vide)에 처음 등장한다.

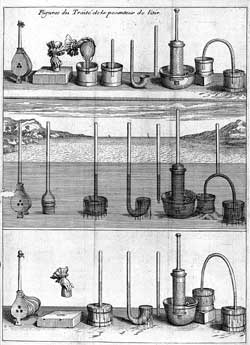
파스칼의 실험들

1647년 여름 파스칼은 건강이 나빠져 루앙을 떠나 파리로 이사했다. 그 해 9월 23, 24일 그는 데카르트와 진공의 존재유무에 관한 논쟁을 벌였다. 10월 파스칼은 《진공에 대한 새 실험》 (Experiences nouvelles touchant le vide)라는 32쪽의 논문을 썼다. 그는 진공이 존재한다고 주장했는데, 이는 많은 논쟁을 불러 일으켰다. 한편, 그의 논문을 읽은 데카르트의 친구 노엘은 토리첼리 관의 윗부분은 진공이 아니라 유리의 미세한 구멍들을 통과한 공기라고 주장하며 반박했다. 파스칼은 자신의 실험과 결론에 대한 명확한 설명을 제시했으나, 노엘은 그것을 인정하지 않고 논문에 대한 반박문을 발표하였다. 그러나 이 논쟁은 파스칼의 잇따른 반론에 노엘이 자신의 의견을 수정하여 끝나게 되었다.

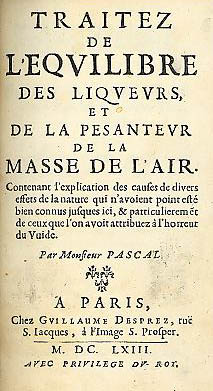
파스칼의 <액체의 평형에 관한 논문집>

파스칼이 노엘과 논쟁하는 동안 파리의 많은 과학자들은 진공의 문제에 관심을 가지고 연구하기 시작했다. 당시 유명한 실험으로는 ‘진공 안의 진공’이라 불리는 실험이 있다. 그림과 같이 긴 유리관의 끝부분을 J모양의 다른 유리관과 붙여 만든 유리관이 있다. 이 유리관에 수은을 가득 채워 뒤집으면 위쪽 관은 수은이 모두 내려오지만 아래쪽 관에서는 수은 기둥이 생긴다. 만약 수은 기둥 위의 빈 공간이 진공이 아니라면, 위쪽 관의 수은 또한 기둥을 형성해야 한다. 이 실험은 노엘을 비롯한 과학자들의 주장을 반박하는 데 쓰였다.

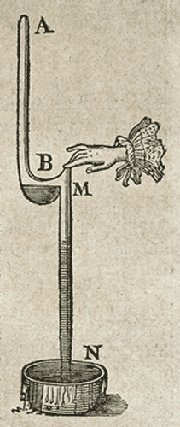
'진공 안의 진공' 실험

파스칼은 1648년 9월 19일, 유명한 “파스칼의 실험”을 수행했다. 그는 친척인 페리에와 함께 수은 기압계를 들고 퓌드돔 산을 올라가 고도에 따른 수은 기둥의 높이 변화를 관찰하고 같은 해 가을 실험 결과를 정리해 논문을 작성했다. 파스칼은 고도가 높아지면 수은 기둥의 높이가 낮아지는 것은 공기가 무게가 있고 진공이 존재한다는 근거라고 주장했다.
이후 파스칼은 진공에 관한 문제보다 유체정역학의 법칙과 기압에 대해 연구하는 데 시간을 보냈다. 이 연구들은 그가 죽은 후 1663년 페리에에 의해 《액체의 평형에 관한 논문집》 (Traitez de l'equilibre des liqueurs)이라는 제목으로 출간되었다. 이 논문에는 파스칼의 원리를 비롯한 유체정역학의 중요한 법칙들, ‘진공 안의 진공’ 실험, 파스칼의 실험이 정리되어 있다.

### 파스칼의 원리

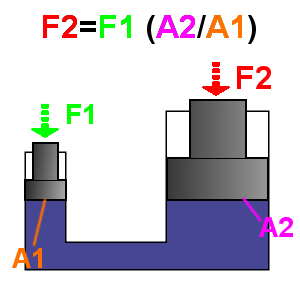
파스칼이 고안한 수압프레스의 원리.

1653년에 파스칼은 액체의 평형에 관한 논문집 (프랑스어: Traitez de l'equilibre des liqueurs)에서 압력의 법칙을 설명하였다. 파스칼의 원리라고 불리는 이 법칙은 밀폐용기 내부의 움직이지 않는 유체의 일부에 압력을 가하면 그 압력이 유체 내의 모든 곳에 같은 크기로 전달된다는 것이다. 파스칼은 이를 이용해 수압 프레스를 만들었다. 수압 프레스는 작은 힘으로 큰 힘을 내는 장치이다. 넓이가 A1인 왼쪽 피스톤에 F1의 힘을 가하면 F1/A1의 압력이 유체에 가해진다. 파스칼의 원리에 의해 같은 크기의 압력이 오른쪽 피스톤으로 전달되고, (F1/A1)*A2에 해당하는 힘이 작용하게 된다. 만약 A1이 A2보다 훨씬 작다면, 왼쪽 피스톤에 작은 힘을 가해도 오른쪽에서 큰 힘을 낼 수 있게 된다.

## 파스칼의 철학 및 신학
파스칼이 23세일 때, 파스칼의 아버지인 에티엔 파스칼은 사고로 인해 엉덩이뼈를 다쳤다. 이 때 기독교 신자였던 접골사 데상 형제가 집에 머물면서 에티엔을 치료했고, 이들의 영향으로 파스칼은 기독교 신자가 되었다. 하지만 파스칼이 결정적으로 기독교 신학에 빠져든 것은 1654년이다. 그는 이 때 하늘에서 내려온 목소리를 들었다며 자신의 신앙을 고백하는 글을 썼다. 그 글은 지금도 프랑스 국립도서관에 보관되어 있다.

### 팡세
파스칼의 신학적 업적 중 가장 특기할만한 것이 바로 팡세이다. '인간은 자연 가운데서 가장 약한 하나의 갈대에 불과하다. 그러나 그것은 생각하는 갈대이다.'라는 말로 유명한 팡세는 그가 죽을 때 아직 미완성이었다. 이 책에는 그의 기독교적 변증이 담겨져 있는데, 그는 자신을 신학자이자 철학자의 입장으로 두고 저술한 것이 아니라 기독교의 진리를 모르는 사람의 입장에서 저술했다. 그는 이 책을 통해 몽테뉴와 같은 회의주의자들과 데카르트 같은 합리주의자에 대해 자신의 변론을 펼치며 사상을 전개한다. - 파스칼 팡세 리뷰

### 시골 벗에게 부치는 편지
블레즈 파스칼은 예수회와 로마 교황청에서 이단이라는 소리를 들은 적이 있었는데 파스칼이 예수회로부터 이단으로 지목 받아 탄압받던 얀센주의 성직자들을 변론하며 쓴 책이다. 원제목은〈루이 드 몽탈트가 시골의 한 친구와 예수회 신부님들에게 보낸 편지 Lettres écrites par Louis de Montalte à un provincial〉이다.《시골 벗에게 부치는 편지》는 시골에 사는 신부에게 보내는 편지 형식으로 당시 예수회와 교황청에게 공격받는 장세니즘 성직자들을 옹호했다. 파스칼은 상대의 마음에 드는 기술, 상대를 납득시키는 기술, 대화술, 아이러니, 풍자 등 수사학을 사용해 예수회를 비판한다. 특히 자신들의 정치적 목적이나 명예를 위해 살인까지도 용납한다는 예수회에 대해 이렇게 점잖게 충고한다.
"생명의 위협을 받지 않는데도 명예나 재산의 상실을 두려워하여 살인을 허용하거나 묵인하는 법률은 결코 없습니다. 신부님, 신앙이 없는 사람들도 그렇게는 하지 않습니다."
다양하고 간결하고 꼼꼼하고 명확한 문체로 쓰여진 〈시골벗에게 부치는 편지〉는 이내 대 성공을 거두었다. 프랑스 문학 비평의 창시자인 니콜라 부알로는 이 작품이 프랑스 근대 산문의 출발점을 이루고 있다고 평가했다.
《시골 벗에게 부치는 편지》는 신학, 철학에 기초한 사상으로만 유명한 책이 아니라 프랑스의 유명한 철학자 루소의 문체에 영향을 끼쳤을 정도로 문학상 가치가 위대하다.
평론가 안혜련은 이 책에 대해 "어떠한 폭력이나 위험 앞에서도 지켜야 하는 '정의'와 '진실'의 토대를 예수회의 도덕이 여지없이 흔들 수 있다는 데 파스칼의 우려와 분노가 기인한다. 그는 예수회의 위선과 오만이 신과 인간의 진실, 선의를 얼마나 파괴할 수 있는 지 보여주고 있다."고 평가했다.

## 같이 보기
- 기댓값
- 도박꾼의 파산
- 파스칼의 원리

## 참고 문헌
- 이환 (2007). 《몽테뉴와 파스칼》. 민음사.
- 박철수 (2011). 《파스칼의 팡세》. 대장간.
- 파스칼, 블레즈 (1996). 《팡세》. 김형길 역. 서울대학교 출판부.
- 파스칼, 블레즈 (2005). 《파스칼의 편지》. 이환 역. 지훈.
- 이환. 《파스칼 연구》. 서울대학교 출판부.
- 파스칼, 블레즈 (2011). 《시골 친구에게 보내는 편지》. 안혜련 역. 나남.

## 주요 저서
- 팡세
- 시골 벗에게 부치는 편지